# Hamadi Krouma
Hamadi Krouma (em árabe: حمادى كرومة) é uma comuna localizada na província de Skikda, Argélia. De acordo com o censo de 2008, a população total da cidade era de 30 404 habitantes.